# Bastelica
Bastelica (in corso Bastelica) è un comune francese di 550 abitanti situato nel dipartimento della Corsica del Sud nella regione della Corsica.

## Società

### Evoluzione demografica
Abitanti censiti